# میدان محله پایین
میدان محله پایین مربوط به دوره قاجار است و در اسکو، محله میدان اسکو، محله پایین سر واقع شده و این اثر در تاریخ ۱۸ اسفند ۱۳۸۷ با شمارهٔ ثبت ۲۵۳۹۲ به‌عنوان یکی از آثار ملی ایران به ثبت رسیده است.